# Sukiyaki
Sukiyaki (鋤焼き (Sừ Thiêu)/ すきやき/ スキヤキ hay được dùng rộng rãi hơn là すき焼き) là một món ăn Nhật Bản được chế biến theo kiểu nabemono (lẩu Nhật Bản).

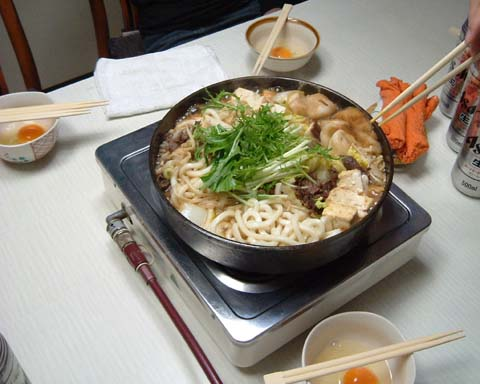
Sukiyaki thường gặp ở nhà.

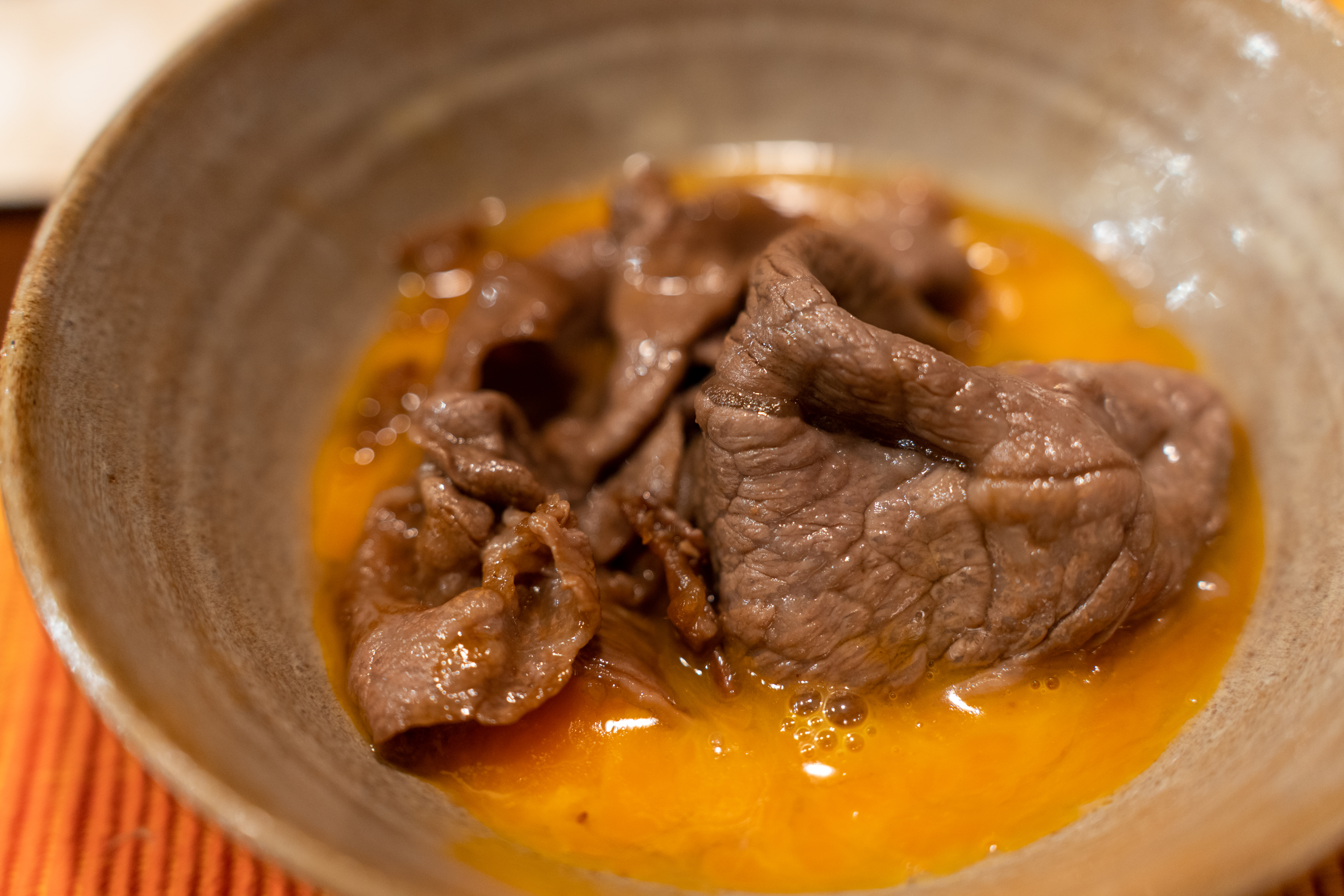
Thịt bò Sukiyaki trong trứng sống.

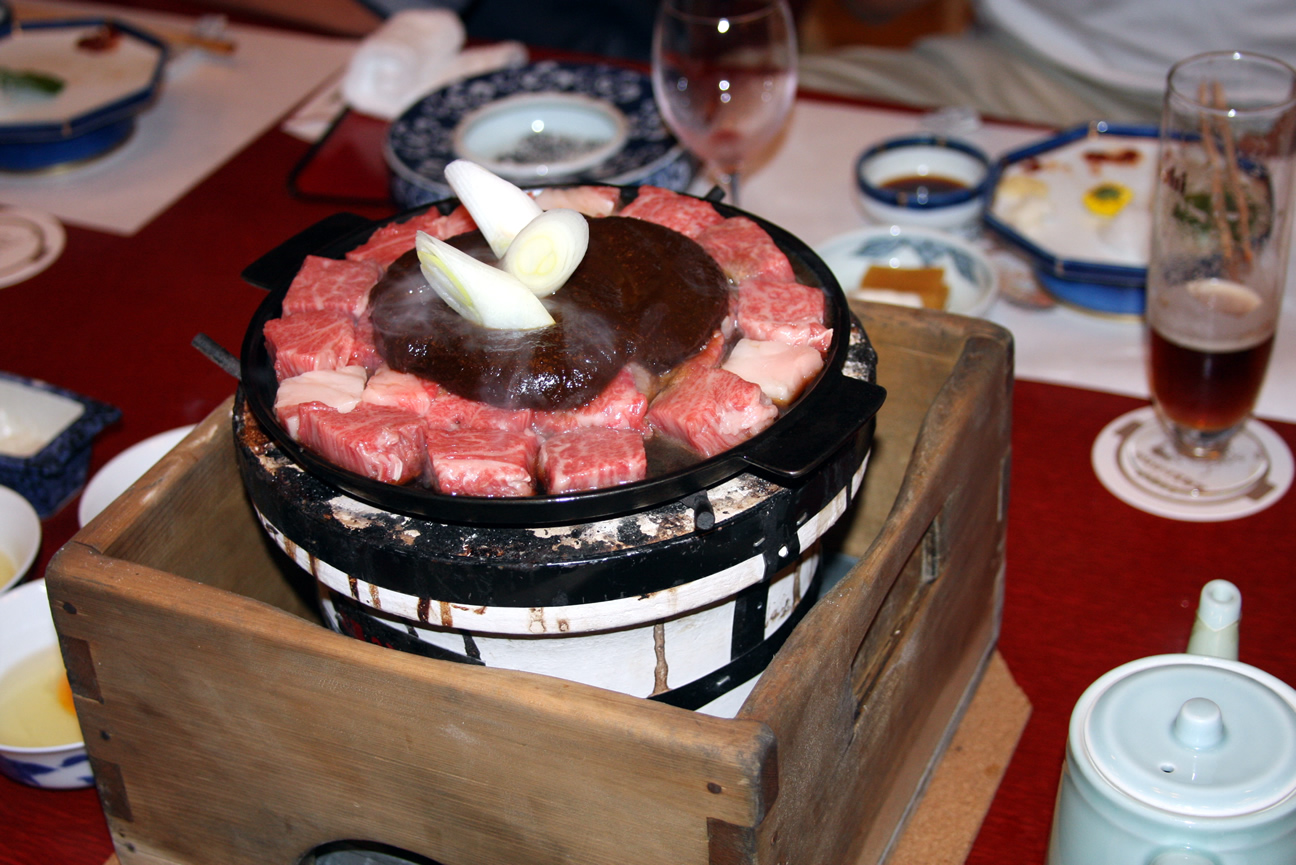
Gynabe truyền thống theo phong cách Yokohama.

Món ăn bao gồm thịt (thường là thịt bò thái lát mỏng) được nấu chín từ từ hoặc ninh nhừ ở bàn, bên cạnh rau cùng các thành phần khác, cho vào trong một nồi sắt nông với hỗn hợp nước tương, đường và mirin. Các nguyên liệu thường được nhúng vào một bát nhỏ đựng trứng sống, đánh tan sau khi nấu trong nồi, rồi thưởng thức.
Nói chung sukiyaki là một món ăn mùa đông và thường được tìm thấy tại bōnenkai, bữa tiệc cuối năm của người Nhật.

## Thành phần
Người ta thường sử dụng thịt bò thái lát mỏng để chế biến món sukiyaki, mặc dù trong quá khứ, ở một số vùng của đất nước (đáng chú ý là Hokkaidoaidō và Niigata), thịt lợn cũng rất phổ biến.
Nguyên liệu phổ biến nấu với thịt bò là:
- Đậu phụ (thường là đậu phụ cứng).
- Negi (một loại hành lá).
- Các loại rau lá, như bắp cải Trung Quốc và tần ô (lá hoa cúc vòng hoa).
- Nấm như nấm hương và nấm kim châm.
- Miến làm từ nưa và/hoặc giả hành như ito konnyaku hoặc mì shirataki.

Đôi khi udon lúa mì hoặc mochi (bánh gạo) cũng được thêm vào, thường là ở cuối giai đoạn để hấp thụ nước dùng.

## Sự chuẩn bị
Sukiyaki là món ăn một nồi (nabemono) được phát triển trong thời đại Minh Trị. Mỗi vùng có cách chế biến sukiyaki khác nhau. Có hai kiểu biến tấu chính, kiểu Kanto từ miền đông Nhật Bản và kiểu Kansai từ miền tây Nhật Bản.
Theo kiểu chế biến Kanto, warishita (hỗn hợp rượu sake, nước tương, đường, mirin và dashi) được đổ vào và đun nóng trong nồi, sau đó thịt, rau cùng các thành phần khác được thêm vào rồi ninh với nhau. Trong sukiyaki kiểu Kansai, thịt được làm nóng trong nồi trước. Khi thịt gần chín, người ta cho đường, rượu sake cùng nước tương vào, sau đó rau và các thành phần khác được thêm vào sau cùng.
Hai kiểu này sử dụng các loại rau, thịt khác nhau. Bởi vì trong quá khứ, thịt bò rất đắt tiền, nên việc sử dụng thịt lợn là phổ biến ở khu vực phía bắc và phía đông. Các thành phần khác được thêm vào sukiyaki hiện đại bao gồm thịt gà (tori-suki), cá (uo-suki), mì udon (udon-suki), negi, nấm shiitake, shirataki và đậu phụ nướng nhẹ. Trong cả hai kiểu chế biến, trứng sống được sử dụng như một loại nước chấm, và người ta cũng ăn kèm với cơm trắng và hạt vừng đen.

## Lịch sử
Có nhiều truyền thống khác nhau xoay quanh sukiyaki. Một số thì liên quan đến tên gọi của món ăn. Một lý thuyết về nguồn gốc của cái tên là bắt nguồn từ suki (鋤), có nghĩa là thuổng, và yaki (焼き) là động từ để nướng. Trong thời Edo (1603 Tiết1868), nông dân đã sử dụng suki để nấu những thứ như cá và đậu phụ. Tuy nhiên, sukiyaki đã trở thành một món ăn truyền thống của Nhật Bản trong thời đại Minh Trị (1868 -1912). Một giả thuyết khác cho rằng tên này xuất phát từ từ sukimi (剥き身), có nghĩa là "thịt thái lát mỏng".
Một truyền thống khác liên quan đến lịch sử của sukiyaki. Phật giáo đã du nhập vào Nhật Bản trong thời Asuka. Vào thời điểm đó, giết hại động vật là trái với tôn chỉ Phật giáo. Ngoài ra việc ăn thịt bò đã bị cấm vì gia súc được coi là động vật làm việc. Tuy nhiên, mọi người có thể ăn thịt trong một số trường hợp đặc biệt như khi họ bị ốm hoặc tại các sự kiện đặc biệt như bōnenkai, bữa tiệc nhậu cuối năm. Trong thời kỳ Edo, trò chơi ăn thịt như heo rừng và vịt là phổ biến và không bị cấm. Vào những năm 1860, khi Nhật Bản mở cảng cho các thương nhân nước ngoài, người nước ngoài đến Nhật Bản đã giới thiệu nền văn hóa ăn thịt và phong cách nấu ăn mới. Bò, sữa, thịt và trứng bắt đầu được tiêu thụ rộng rãi và sukiyaki là một cách phổ biến để phục vụ chúng. Lúc đầu, gia súc được nhập từ các nước láng giềng như Hàn Quốc và Trung Quốc khi nhu cầu thịt bò tăng lên. Sukiyaki có thể có nguồn gốc và trở nên phổ biến ở vùng Kansai. Sau trận động đất lớn Kantō năm 1923, nhiều nhà hàng thịt bò ở Tokyo đã bị đóng cửa và nhiều người ở Kantō tạm thời chuyển đến khu vực Osaka. Cư dân Kantou ở Osaka vốn đã quen với kiểu biến tấu sukiyaki của Kansai, và rồi khi trở lại Kantō, họ đã giới thiệu kiểu chế biến Kansai sukiyaki, nơi món ăn trở nên phổ biến. Thịt bò là thành phần chính trong sukiyaki ngày nay.

### Câu đố
Bài hát "Ue wo Muite Arukō" năm 1961 đã được đặt tên thay thế là "Sukiyaki" để nó có thể ngắn, đồng thời các nước nói tiếng Anh có thể nhận biết đây là tiếng Nhật. Tuy nhiên, tiêu đề và lời bài hát lại không liên quan gì đến món sukiyaki.

## Món ăn liên quan
- Shabu-shabu cũng tương tự, nhưng trong khi sukiyaki được coi là ngọt hơn, thì shabu-shabu lại mặn hơn. Thịt Shabu-shabu thậm chí còn được cắt lát mỏng hơn và các lát thịt riêng lẻ được nấu bằng cách nhúng vào chất lỏng sôi ở bàn, trong khi sukiyaki thì nấu theo kiểu soong nhiều hơn.[5][6]
- Sukiyaki ở Lào là một bát mì sợi đậu với các loại rau khác nhau, thịt bò thái lát mỏng và các loại thịt hoặc hải sản khác, sốt sukiyaki cùng một quả trứng sống trong nước dùng thịt bò. Nước sốt sukiyaki được làm từ dừa, đậu phụ lên men, tahini, bơ đậu phộng, đường, tỏi, vôi và gia vị.
- Thai suki hay sukiyaki của Thái là một món lẩu rất phổ biến ở Thái Lan, và, món ăn cũng dần phổ biến ở nhiều nước láng giềng. Mặc dù tên là suki, nhưng thứ lẩu này chỉ mang một sự tương đồng mơ hồ với sukiyaki Nhật Bản.
- Lẩu
- Fondue Bourguignonne và fondue chinoise